# Brown Sugar
«Brown Sugar» —en español: «Azúcar morena»— es una canción de rock de la banda británica The Rolling Stones, compuesta por Mick Jagger y Keith Richards. Fue incluida en el álbum Sticky Fingers de 1971 y lanzado como el primer sencillo. En el año 2004, la revista Rolling Stone la eligió en el puesto 490 en su de las 500 mejores canciones de todos los tiempos y en el puesto 5 de las 100 mejores canciones de guitarras de todos los tiempos.

## Inspiración y grabación
La canción fue principalmente la obra de Jagger, quien la escribió en algún momento durante la filmación de Ned Kelly en 1969. La popularidad de la pista eclipsa frecuentemente su escandalosa letra, que es esencialmente un pastiche de temas tabú, como sexo interracial, esclavitud, uso de drogas, sadomasoquismo, etc.
Originalmente grabada durante un período de tres días del 2 al 4 de diciembre de 1969, sin la asistencia del productor Jimmy Miller, en estudio Muscle Shoals en Alabama. La canción fue lanzada un año más tarde debido a la disputa legal que tenían los stones con la discográfica anterior, aunque a petición del guitarrista Mick Taylor, la canción debutó en vivo durante el infame concierto en Altamont el 6 de diciembre. Junto con «Wild Horses», son las composiciones de los Stones del álbum Sticky Fingers, en las que ABKCO Records es copropietario de los derechos.
A Mick Taylor se le puede escuchar tocando la guitarra en las tomas de la canción, pero sus guitarras fueron eliminadas por completo en la versión final.
Una versión alternativa fue grabada el 18 de diciembre de 1970, en los Olympic Studios en Londres, durante la fiesta de cumpleaños de Keith Richards. Cuenta con la participación de Al Kooper en piano, y Eric Clapton en la guitarra slide. Richards consideró la posibilidad de lanzar esta versión en Sticky Fingers, principalmente por su ambiente más espontáneo, pero al final se decidió editar la versión original. La versión alternativa, que sólo estuvo disponible en bootleg, fue lanzada en junio de 2015 en las ediciones Deluxe y Super Deluxe de la reedición de Sticky Fingers.

## Lanzamiento
«Brown Sugar» fue lanzado en mayo de 1971 como el primer sencillo del álbum, llegando al puesto #1 en los Estados Unidos y Canadá, y al # 2 en el Reino Unido e Irlanda. Mientras que la versión del sencillo de Estados Unidos presentaba solo «Bitch» como el lado B, la versión británica ofreció esa canción más una interpretación en vivo de «Let It Rock» de Chuck Berry, grabada en la Universidad de Leeds durante la gira de 1971 por el Reino Unido. 
La canción es también el primer sencillo publicado por Rolling Stones Records (número de catálogo RS-19100) y es una de las dos canciones de Stones (junto con «Wild Horses») licenciada tanto por la banda como por el exgerente Allen Klein (resultado de varios Desacuerdos comerciales) resultando en su inclusión en el álbum recopilatorio Hot Rocks 1964-1971. La canción también está incluida en las compilaciones más importantes de los últimos años: Jump Back, Forty Licks y GRRR!.

## En directo
La canción se publicó en 1971, no obstante, su debut en directo fue dos años antes, en el polémico concierto Altamont Speedway Free Festival en diciembre de 1969. La canción ha estado presente en todas las giras de los Stones, desde el European Tour 1970 hasta el No Filter Tour 2017-19, siendo una de las canciones más interpretadas en directo del grupo.
En septiembre de 2021, cuando la gira No Filter se reanudó tras el parón por el Covid-19, el grupo decidió no volver a interpretarla más en vivo, por la polémica letra y sus referencias a la esclavitud.

## Personal
Acreditados:
- Mick Jagger: voz, percusión.
- Keith Richards: guitarra eléctrica y acústica, coros.
- Bill Wyman: bajo.
- Charlie Watts: batería.
- Ian Stewart: piano.
- Bobby Keys: saxofón.

## Posicionamiento en las listas
| Listas (1971)                      | Mejor posición |
| ---------------------------------- | -------------- |
| Alemania (Media Control AG)        | 4              |
| Australia (Go-Set)                 | 5              |
| Austria (Ö3 Austria Top 40)        | 10             |
| Bélgica (Flandes) (Ultratop 50)    | 7              |
| Canadá (RPM Hot 100)               | 1              |
| Estados Unidos (Billboard Hot 100) | 1              |
| Irlanda (IRMA)                     | 2              |
| Noruega (VG-lista)                 | 4              |
| Países Bajos (Mega Single Top 100) | 1              |
| Reino Unido (UK Singles Chart)     | 2              |
| Suiza (Schweizer Hitparade)        | 1              |

| Listas (1971)                          | Posición |
| -------------------------------------- | -------- |
| Australia (Go-Set)                     | 38       |
| Canadá (RPM)                           | 3        |
| Estados Unidos (Top 100 Songs of 1971) | 12       |
| Estados Unidos (Billboard Hot 100)     | 18       |
| Estados Unidos (Cash Box)              | 38       |